# Bert Grund
Bert Grund (* 21. Januar oder 24. Januar 1920 in Dresden; † 30. März 1992 in München) war ein deutscher Filmkomponist.

## Leben
Nach einer Ausbildung an der Musikhochschule  Dresden war er von 1943 bis 1950 Assistent des Filmkomponisten Theo Mackeben. Er spezialisierte sich zunächst auf die Komposition von Filmmusiken und war in dieser Funktion an zahlreichen Produktionen des deutschen Nachkriegskinos beteiligt.
Daneben wirkte er als Pianist und Arrangeur bei Joe Wick und wurde 1956 Dozent am Deutschen Institut für Film und Fernsehen, später an der Hochschule für Fernsehen und Film München. Ab 1959 arbeitete er als Komponist für das deutsche Fernsehen.
Grund komponierte auch Ballette, Musik zu Einaktern und Chansons für Margot Werner und Illo Schieder. Er wirkte zudem als Dirigent und leitete 1964 in Kopenhagen das Orchester bei Schallplattenaufnahmen, als Marlene Dietrich Alt-Berliner Lieder sang. Er schrieb die Musik zu den erfolgreichen Fernsehserien Funkstreife Isar 12 und Kommissar Freytag.

## Filmografie
- 1949: Sechzehn gegen einen
- 1950: Kronjuwelen
- 1951: Das ewige Spiel
- 1951: Unvergängliches Licht
- 1951: Abenteuer im Roten Meer
- 1952: Meine Frau macht Dummheiten
- 1952: Alle kann ich nicht heiraten
- 1952: Wir tanzen auf dem Regenbogen
- 1953: Die Junggesellenfalle
- 1953: Knall und Fall als Detektive
- 1953: Lachkabinett
- 1953: Der Vogelhändler
- 1953: Brüderchen und Schwesterchen
- 1953: Die goldene Gans
- 1953: Der unsterbliche Lump
- 1954: Die Hexe
- 1954: Die Sonne von St. Moritz
- 1954: Der Zarewitsch (musikal. Bearbeitung)
- 1955: Der Major und die Stiere
- 1955: Rosenmontag
- 1955: Unternehmen Schlafsack
- 1956: Zwischen Zeit und Ewigkeit
- 1956: Die Ehe des Dr. med. Danwitz
- 1957: Mädchen und Männer (La ragazza della salina)
- 1957: Für zwei Groschen Zärtlichkeit
- 1957: Glücksritter
- 1958: Das haut einen Seemann doch nicht um
- 1958: Meine schöne Mama
- 1958: A Gift for Heidi
- 1959: Geliebte Bestie
- 1959: Glück und Liebe in Monaco
- 1960: Sabine und die 100 Männer
- 1961: Panzer nach vorn (Armored Command)
- 1961: Unsere kleine Stadt
- 1961: Die Falle
- 1962: Streichquartett
- 1962: Zaubereien oder Die Tücke des Objekts
- 1962: Bedaure, falsch verbunden
- 1962: Liebe, Krach und Himmelbett
- 1962: Drei Männer spinnen
- 1962: Bekenntnisse eines möblierten Herrn
- 1963: Die sanfte Tour
- 1963: Spiel im Morgengrauen
- 1963: Das tödliche Patent
- 1961–1963: Funkstreife Isar 12 (Serie)
- 1963: Zwei Whisky und ein Sofa
- 1964: Der Nachtkurier meldet … (Serie)
- 1965: Olivia
- 1965: Jenseits von Oder und Neiße - Heute
- 1963–1966: Kommissar Freytag (Serie)
- 1967: Flucht ohne Ausweg (Mehrteiler)
- 1967: Nathan der Weise
- 1967: Zur blauen Palette
- 1967: Blut floss auf Blendings Castle
- 1968: Ping Pong
- 1969: Mord nach der Oper
- 1972: Die rote Kapelle (Serie)
- 1973: Paganini (TV)
- 1977: Des Teufels Advokat
- 1979: Killeny, der singende Hund (Mihail, cîine de circ)
- 1979: Mathias Sandorf (Mehrteiler)
- 1980: Billy (Barriers, Serie)
- 1982: Shalom Pharao
- 1983: Eisenhans
- 1982–1984: Der Androjäger (Serie)
- 1985: 38 – Auch das war Wien
- 1986: Die Wächter (Mehrteiler)
- 1988: Münchhausens letzte Liebe
- 1989: Gänsehaut
- 1989: Todesvisionen – Geisterstunde
- 1990: Carmen on Ice